# レッツ!ファミリーボウリング
レッツ!ファミリーボウリングは、NHK教育テレビジョンの趣味悠々で放送された全8回のテレビ番組である。

## 放送日
- 1999年12月6日 - 2000年1月31日（再放送の最終日は2月1日）
- 本放送：毎週月曜日 21:35 - 22:00
- 再放送：毎週火曜日 12:00 - 12:25

## 出演
- 講師：中山律子
- アシスタント：酒井美佳
- ゲスト：山田雅人

## 内容
- 第1回：ボールを投げてみよう（本放送1999年12月6日、再放送1999年12月7日）
- 第2回：フォームを身につけよう（本放送1999年12月13日、再放送1999年12月14日）
- 第3回：スペアをとろう1（本放送1999年12月20日、再放送1999年12月21日）
- 第4回：スペアをとろう2（本放送1999年12月27日、再放送1999年12月28日）
- 第5回：得点100をこえよう（本放送2000年1月10日、再放送2000年1月11日）
- 第6回：めざせスコアアップ（本放送2000年1月17日、再放送2000年1月18日）
- 第7回：ストライクをねらえ（本放送2000年1月24日、再放送2000年1月25日）
- 第8回：ゲームを楽しもう（本放送2000年1月31日、再放送2000年2月1日）

## テキスト
- 日本放送協会・日本放送出版協会／編 『NHK趣味悠々 レッツ!ファミリーボウリング』 日本放送出版協会 ISBN 4-14-188288-7